# Estación de Bray Daly
La estación de Bray Daly (Stáisiún Bhré / Uí Dhálaigh en irlandés) es una estación de ferrocarril situada en Bray (Condado de Wicklow), Irlanda. Está ubicada junto al paseo marítimo de Bray (Bray Seafront) y a unos 600 m de la céntrica Main Street de Bray por la calle Florence Road o Quinsborough Road.

## Edificio
La estación fue inaugurada el 10 de julio de 1854 siguiendo la extensión de la línea de ferrocarril alrededor de Bray Head en 1855 hasta la estación de Greystones.
La estación posee una sala de venta de billetes, máquinas automáticas de billetes (ATM), lavabos públicos sin calefacción, un bar (cerrado), una tienda y una máquina de café. Hay una sala para los maquinistas. Tiene también un aparcamiento para bicicletas localizado dentro de la estación. La oficina de venta de billetes está abierta entre las 07:00-10:00 a. m. de lunes a viernes.

## Líneas

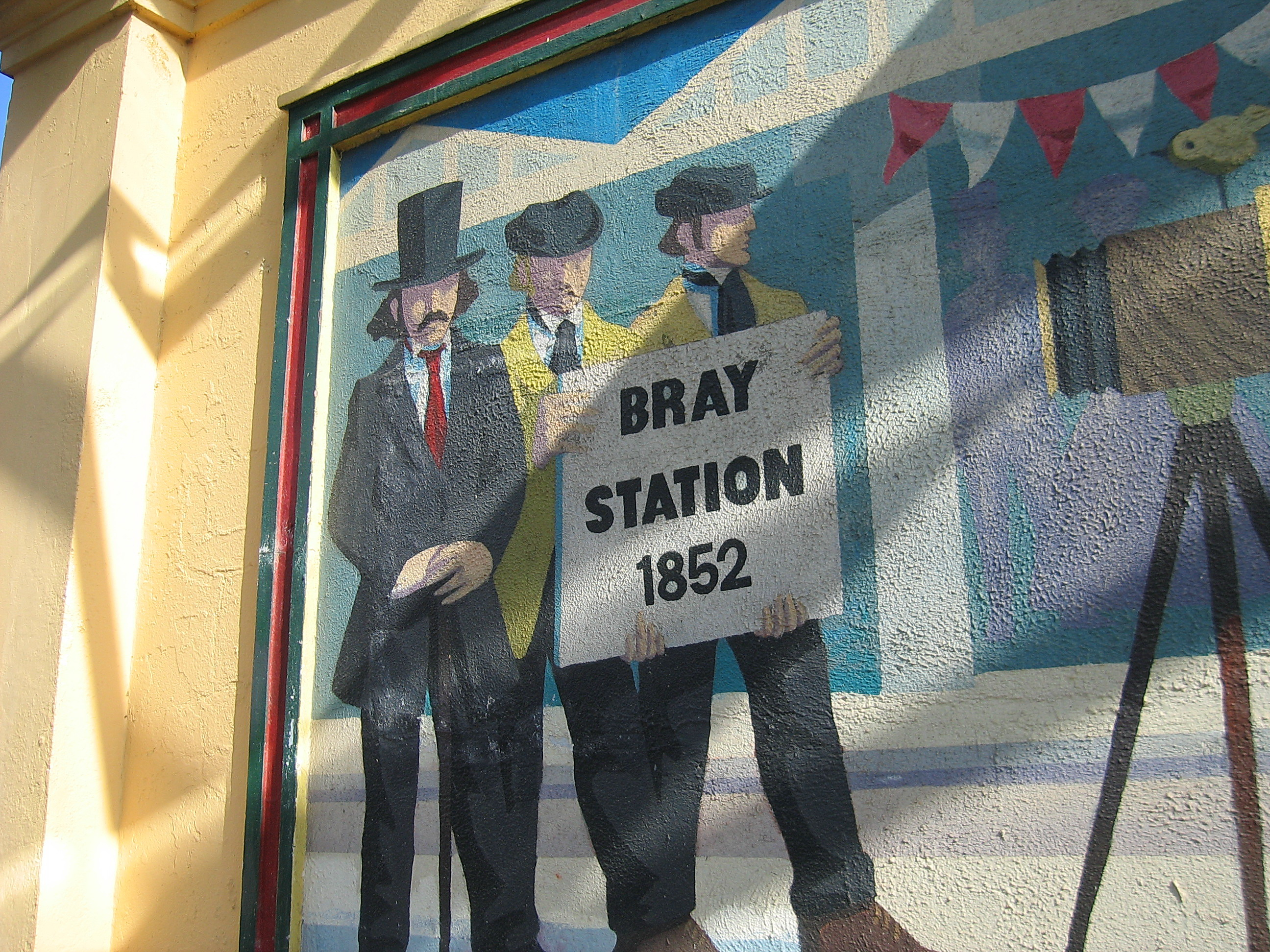
Murales en la estación que ilustran la historia ferroviaria irlandesa y de Irlanda.

### Cercanías
La marca comercial del tren de cercanías es DART que comunica Dublín con núcleos de población cercanos y con importancia en la red metropolitana. Los horarios de los trenes suelen ser variables (aproximadamente de unos 20 minutos). Por otra parte es necesario conocer que con el objetivo de reducir la duración del trayecto no todos los trenes de cercanías que salen de Dublín paran en todas las estaciones (aunque Bray es una de las más importantes).

### Larga distancia
La estación de Bray también recibe algunos trenes de larga distancia. No obstante, debido a la cercanía con Dublín, estos trenes pasan por Bray debido a que comparte la misma vía. Pese a que realizan el mismo trayecto que el DART (aunque con mucha menor frecuencia), en el tramo compartido se entiende, y cuestan el mismo precio, alcanzan una velocidad mayor que este y realizan el trayecto en menos tiempo. 
No obstante, es importante subrayar que estos trenes son de larga distancia, por lo que los asientos suelen ir completos y los vagones no están adaptados para realizar servicios de cercanías (pese a que en el tramo compartido sirven de apoyo y son usados para este servicio). En el caso de utilizar estos trenes lo más normal es verse obligado a ir de pie fuera de los vagones (en el pasillo de acoplamiento que queda entre ellos).